# Феррит (металлургия)
Феррит (лат. ferrum — железо), фазовая составляющая сплавов железа с углеродом, представляющая собой твёрдый раствор углерода (до 0,02 %) и легирующих элементов в α-железе (α-феррит). Имеет объёмноцентрированную кубическую кристаллическую решётку. Является фазовой составляющей других структур, например, перлита, состоящего из феррита и цементита.
При температурах выше 1401 °С в железоуглеродистых сплавах образуется твёрдый раствор углерода в δ-железе (δ-феррит), который можно рассматривать как высокотемпературный феррит.

## Свойства
Растворимость углерода в α-железе 0,02—0,03 % по массе при 723 °C, а при комнатной температуре 10−6—10−7 %; в δ-феррите — 0,1 %. Растворимость легирующих элементов может быть весьма значительной или неограниченной. Легирование феррита в большинстве случаев приводит к его упрочнению. Нелегированный феррит относительно мягок, пластичен, сильно ферромагнитен до 768—770 °С, при температуре 770—911°С феррит парамагнитен.

Альфа- и гамма-железо

## Строение

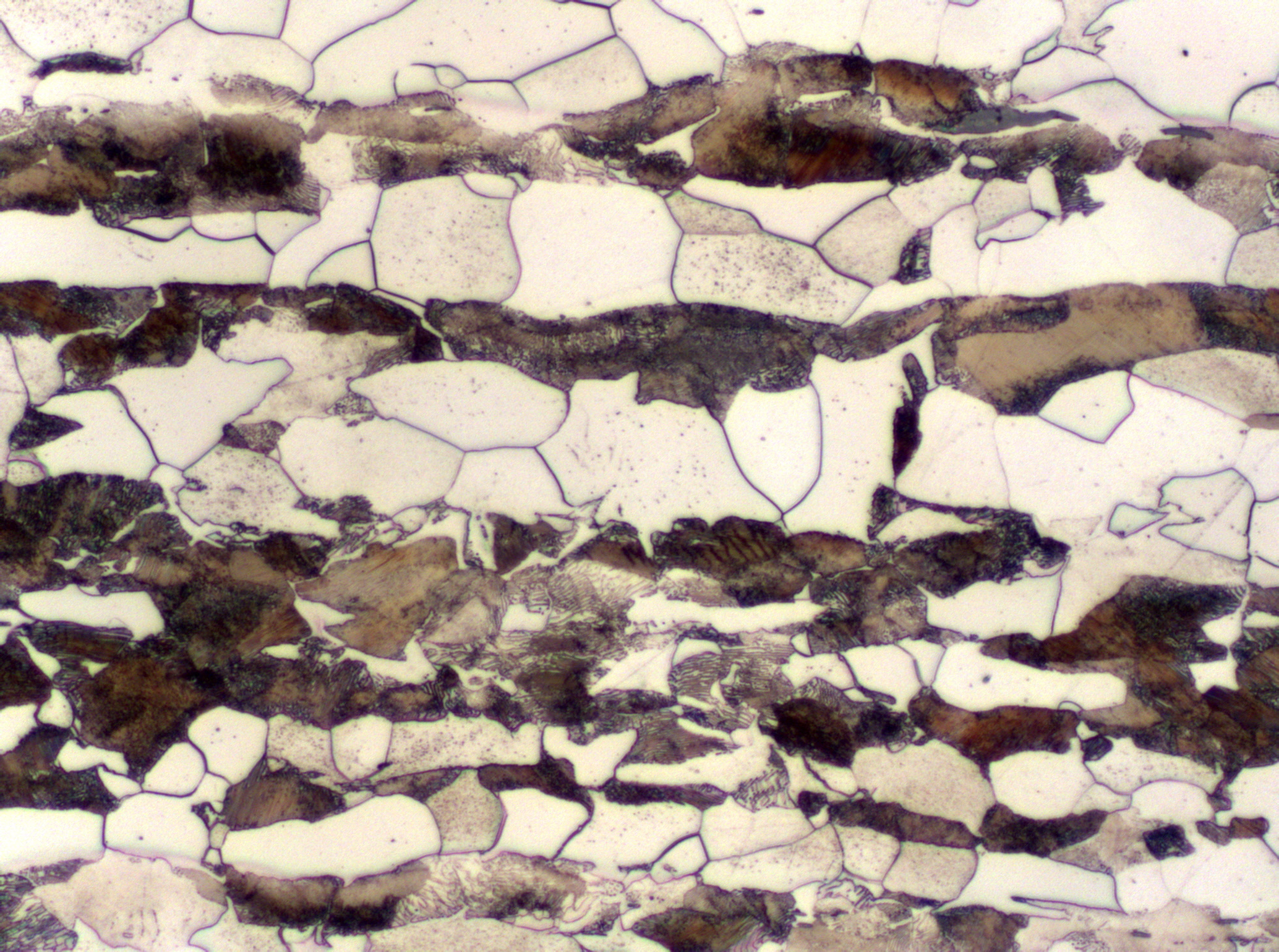
Ферритные светлые зерна чередуются с перлитными серо-полосатыми в стали с 0,35% С

Микростроение, размеры зерна и субструктура феррита зависят от условий его образования при полиморфном γ—α превращении. При небольшом переохлаждении образуются приблизительно равноосные, полиэдрические зёрна; при больших переохлаждениях и наличии легирующих элементов (Cr, Mn, Ni) феррит возникает по мартенситному механизму и вследствие этого упрочняется. Укрупнение зёрен аустенита часто приводит к образованию при охлаждении видманштеттова феррита, особенно в литых и перегретых сталях. Выделение доэвтектоидного феррита происходит преимущественно на границах аустенитных зёрен.
Игольчатый феррит образуется в металле из аустенитных зёрен путём зарождения зёрен включений, в результате чего возникают хаотически ориентированные коротких иглы феррита, напоминающие по внешнему виду 'рогожку'.